# Designação de estrela variável
A designação de estrelas variáveis utiliza uma variação do formato de rótulo identificador da designação de Bayer (conforme a descrição abaixo) combinada com o genitivo latino do nome da constelação onde fica a estrela. Consulte a lista de constelações para ver uma lista de constelações.
O sistema de nomenclatura atual consiste em:
- Estrelas que possuem designações de Bayer em letra grega não recebem novas designações.
- Caso contrário, começa-se com a letra R e avança-se até à letra Z.
- Prossegue-se com RR...RZ, então SS...Sz, TT...TZ e assim em diante até ZZ.
- Utiliza-se AA...AZ, BB...BZ, CC...CZ e assim em diante até QZ, omitindo-se J tanto na primeira quanto na segunda posição.[2]
- Abandona-se a escrita latina após 334 combinações de letras e começa-se a nomear as estrelas com V335, V336 e assim em diante.[1]

Exemplos de designações incluem R Coronae Borealis, YZ Ceti e V603 Aquilae.
É importante observar que a segunda letra jamais está à frente no alfabeto do que a primeira, ou seja, nenhuma estrela pode ser BA, CA, CB, DA, etc.
A maior parte das estrelas variáveis recentemente descobertas recebem inicialmente de seus descobridores apenas uma designação de catálogo, daí "nomes" como OT J155631.0-080440 e SDSS J110014.72+131552.1 para dois objetos recém-descobertos. Essas estrelas eventualmente receberão nomes no formato descrito acima.

## História
No começo do século XIX, poucas estrelas variáveis eram conhecidas, então parecia adequado utilizar as letras do alfabeto latino. Como nenhuma constelação possui uma designação de Bayer com letra latina além de Q, a letra R foi escolhida como ponto de partida para evitar confusão com letras de tipos espectrais ou as designações de Bayer com letras latinas, agora raramente utilizadas. Este sistema de convenção de nomenclatura astronômica foi desenvolvido por Friedrich W. Argelander. Há uma crença difundida de que Argelander teria escolhido a letra R por causa da palavra rot em alemão ou rouge em francês, ambas significando "vermelho", já que muitas das estrelas variáveis conhecidas à época pareciam vermelhas. Contudo, as declarações do próprio Argelander negam esta versão.
Em 1836, a letra S havia sido utilizada apenas em uma constelação, Serpens. Com o advento da fotografia, o número de variáveis aumentou rapidamente e os nomes das estrelas variáveis caíram rapidamente na armadilha de Bayer ao atingirem o final do alfabeto sem nomear todas as estrelas descobertas. Depois que dois sistemas de letras duplas suplementares atingiram limites similares, números finalmente foram introduzidos.
Assim como com todas as outras categorias de objetos astronômicos, a tarefa de nomear as estrelas variáveis cabe à União Astronômica Internacional (UAI). A UAI, por sua vez, delega a tarefa ao Instituto Astronômico Sternberg em Moscou, Rússia, que publica o Catálogo Geral de Estrelas Variáveis (GCVS). O Catálogo é atualizado periodicamente (a cada dois anos) pela publicação de uma nova "lista de nomes" de estrelas variáveis.
Em dezembro de 2011, a 80ª Lista de Nomes de Estrelas Variáveis, Parte II, foi publicada, contendo designações para 2.161 estrelas variáveis recém-descobertas, elevando o total de estrelas variáveis no GCVS para 45 678. Exemplos de objetos recém-designados incluem V0654 Aurigae, V1367 Centauri e BU Coronae Borealis.